# Gynoplistia aurantiocincta
Gynoplistia aurantiocincta là một loài ruồi trong họ Limoniidae. Chúng phân bố ở miền Australasia.